# Las bóvedas de acero
Las bóvedas de acero o Bóvedas de acero (título original en inglés: The Caves of Steel) es una novela de ciencia ficción de Isaac Asimov publicada primero por entregas en los números de octubre a diciembre de 1953 de la revista Galaxy Science Fiction y editada luego por Doubleday en formato de tapa dura en 1954. Es la primera novela de la Serie de los robots, protagonizada por el detective de la Tierra Elijah Baley.

## Argumento
La acción se desarrolla en la Tierra, durante el siglo XLVII, donde las ciudades están encapsuladas en gigantescas bóvedas de acero (de las que la novela toma su nombre) y sin contacto directo con el mundo exterior. Los terrestres, una vez colonizadores de casi 50 planetas, han abandonado ya esta empresa, se han vuelto agorafóbicos y rechazan las innovaciones tecnológicas, como los robots. Los habitantes de los restantes planetas, los espacianos o espaciales (spacers en inglés), han desarrollado en cambio su cultura con base en las más avanzadas tecnologías, entre las que se destacan los robots de cerebro positrónico, a los que han logrado dar forma asombrosamente humana. Los espacianos colonizaron los últimos 20 de los 50 planetas habitados en aquella época.
Aunque superficialmente parece una novela policial ambientada en un entorno futurista, la trama gira en realidad alrededor del estancamiento de estas dos culturas radicalmente opuestas, que desconfían profundamente la una de la otra, cuyas declinaciones (tema central de toda la saga) ya se vislumbran, aunque por razones muy diferentes. Los protagonistas principales son el Detective Elijah Baley, el Superintendente Julius Enderby (terráqueos), R. Daneel Olivaw (robot humaniforme espacial) y el Dr. Han Fastolfe (espacial). Este último presenta la primera propuesta de solución al problema de la decadencia cultural, solución que será completamente elaborada en la Saga de la Fundación.
Asimov usa a los dos principales protagonistas para entrelazar esta novela con otras de la Saga. En Robots e Imperio (que cierra la Serie de los robots) aparece de nuevo Elijah Baley, mientras que en otras del Ciclo de Trántor, reaparece R. Daneel Olivaw.

## Personajes
- Elijah «Lije» Baley, un detective de la Tierra que debe resolver un asesinato.
- Julius Enderby, Comisionado de la Policía de Nueva York, jefe de  Baley y quien le asigna el caso de asesinato.
- Jezebel «Jessie» Navodny Baley, esposa de Baley.
- Bentley Baley, hijo de Baley.
- Roj Nemennuh Sarton, un roboticista espacial asesinado, a cuyo caso es asignado Baley.
- R. Daneel Olivaw, un robot humaniforme creado por y a imagen de Sarton que es asignado como compañero de investigación de Baley.
- Han Fastolfe, roboticista del planeta Aurora, un mundo Espacial, que fomenta la colaboración entre terrestres y espaciales.
- Francis Clousarr, un ciudadano de Nueva York arrestado dos años antes por incitar una revuelta contra robots, y sospechoso de formar parte de un grupo anti-robots.